# Grundutbildning
Grundutbildning är en grundläggande utbildning. I militära sammanhang utgör grundutbildningen, lumpen, första steget i den svenska totalförsvarsplikten. I akademiska sammanhang är grundutbildning en utbildning som leder till kandidat- magister- eller civilingenjörsexamen, till skillnad från utbildning mot doktorsexamen, som normalt förutsätter fullgjord grundutbildning.